# Stern von Laufenburg

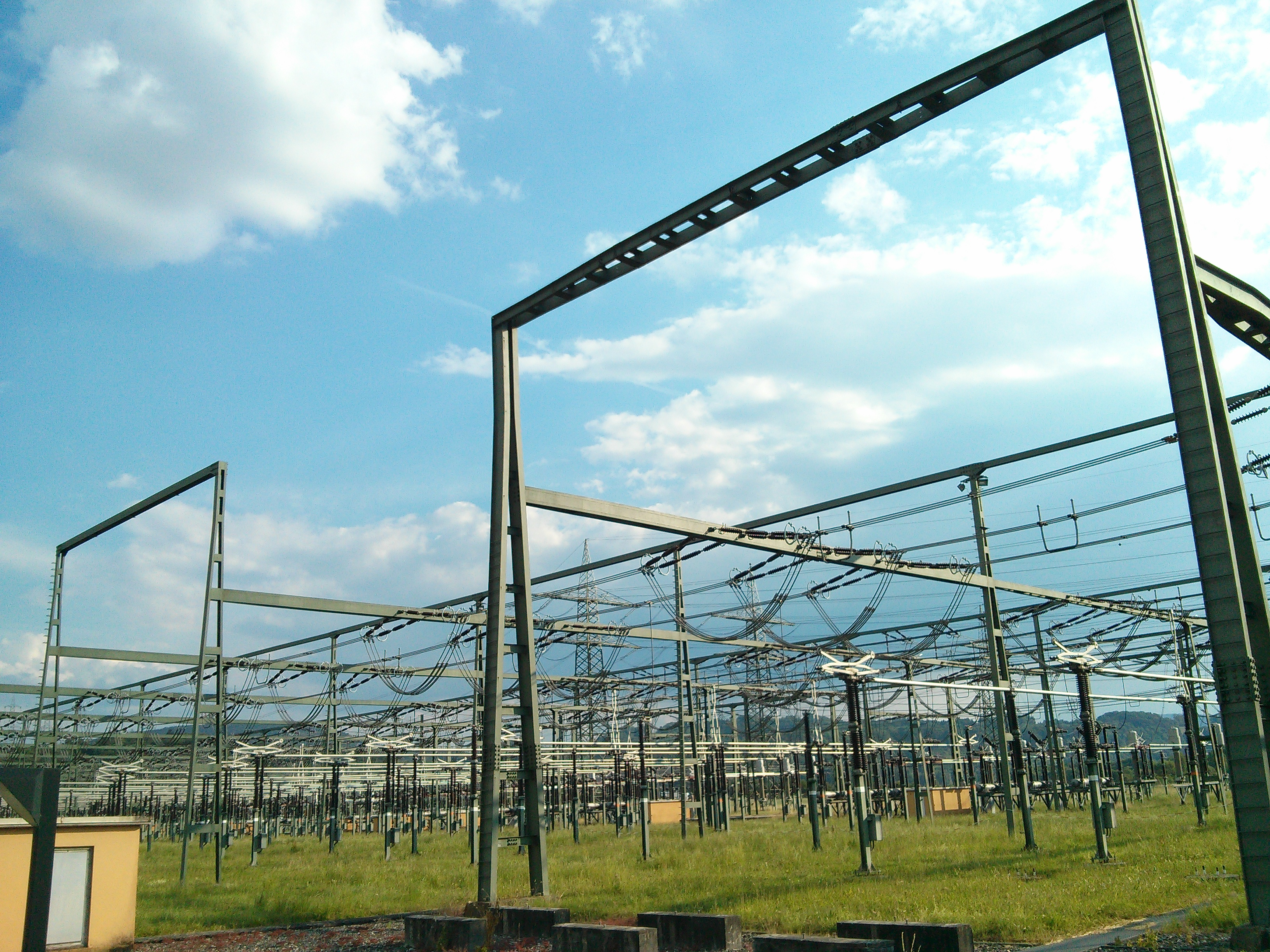
Stern von Laufenburg (2014)

Der Stern von Laufenburg (auch Umspannwerk Laufenburg) ist eine Schaltanlage westlich von Laufenburg an der Schweizer Nordgrenze. Mit der Anlage in der Gemeinde Kaisten wurden 1958 erstmals die Stromnetze von Deutschland, der Schweiz und Frankreich zusammengeschaltet und so das europäische Verbundnetz gegründet. 2010 hat das Institute of Electrical and Electronics Engineers (IEEE) mit Sitz in New York den «Stern von Laufenburg» als «historischen Meilenstein in der Stromgeschichte» gewürdigt.

## Fussnoten
1. ↑  Dietrich Oeding, Bernd Rüdiger Oswald: Elektrische Kraftwerke und Netze. 8. Auflage, Spinger Vieweg, Berlin 2016, S. 1036.

Koordinaten: 47° 33′ 4″ N, 8° 2′ 56″ O; CH1903: 645938 / 266889